# Valerico
Valerico  è un nome proprio di persona italiano maschile.

## Varianti
- Maschili: Valarico, Gualarico
- Femminili: Valerica[2], Valarica, Gualarica

### Varianti in altre lingue
- Catalano: Valeric[3]
- Francese: Valéry[4]
- Germanico: Walherich[4][5], Valerich[5], Walarich[5], Walarih[5], Walrich[5]
- Inglese: Walric
- Latino: Valericus[1], Valaricus
- Polacco: Waleryk, Walaryk
- Spagnolo: Valerico[3]

## Origine e diffusione
Riprende il nome germanico Walherich, che è composto dalle radici valah ("viaggiatore", "straniero") e ric ("capo", "signore", "governare"). Viene comunque spesso accostato o confuso con Valerio, tanto che alcune fonti lo considerano un suo adattamento germanico.
In Italia gode di scarsa diffusione.

## Onomastico
L'onomastico ricorre il 1º aprile (o il 12 dicembre) in memoria di san Valerico (o Valerio), abate presso Leuconay

## Persone
- Valerico di Leuconay, abate e missionario franco
- Valerico Laccetti, pittore italiano

### Variante Valéry

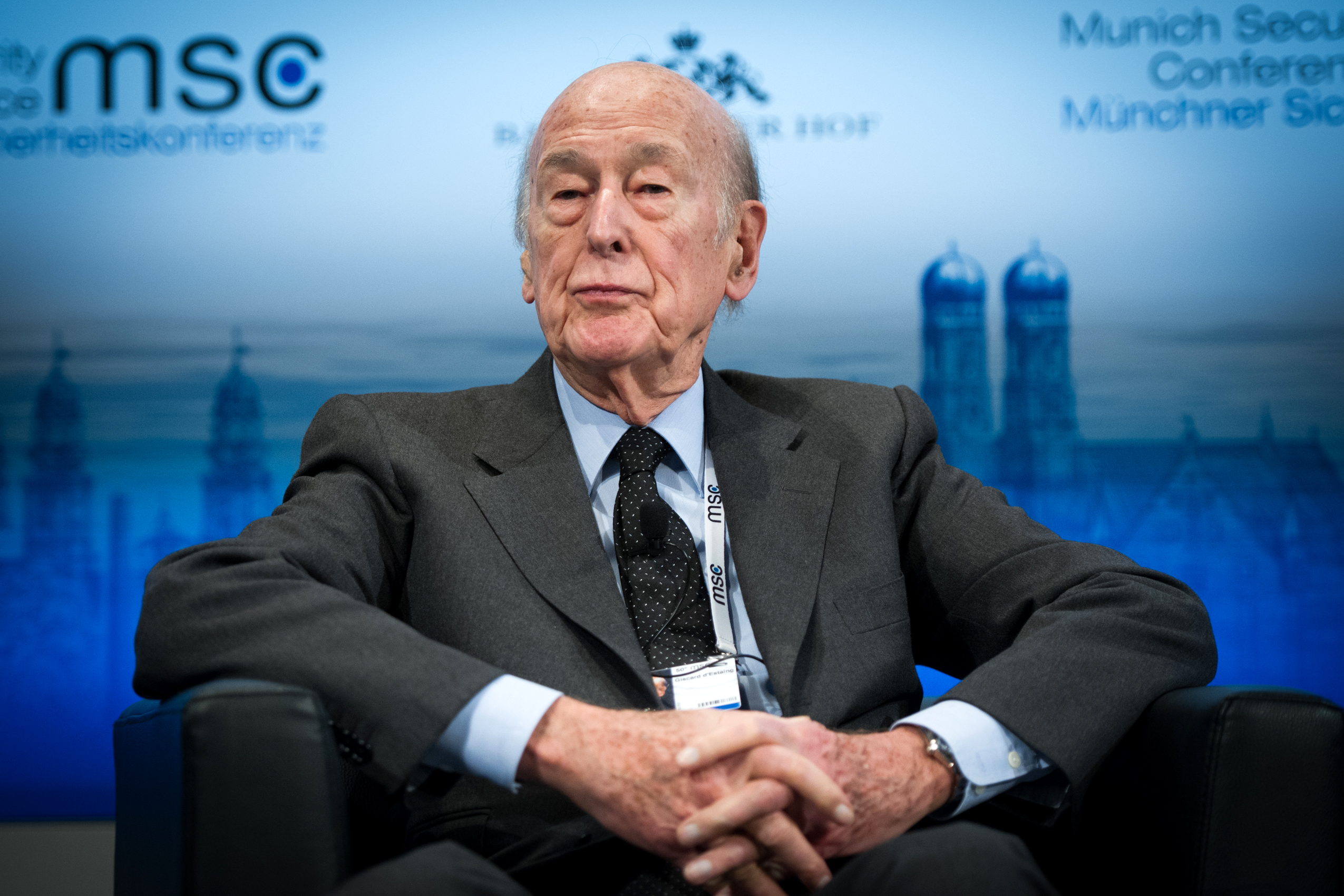
Valéry Giscard d'Estaing

- Valéry Demory, cestista e allenatore di pallacanestro francese
- Valéry Giscard d'Estaing, politico francese
- Valery Larbaud, romanziere, poeta e traduttore francese
- Valéry Mezague, calciatore camerunese